# Endokanabinoid
Endokanabinoidy jsou látky ze skupiny kanabinoidů, které si podle potřeby přirozeně produkuje organizmus zvířat i lidí.

## Výzkum
Když byl objeven v mozkové tkáni krys kanabinoidní receptor, dal vědcům možnost pokusit se najít v mozku nějaký endogenní ligand, který se na receptor váže. Nebylo samozřejmě žádných pochyb o tom, že kanabinoidní receptor není v mozku kvůli psychotomimetickým látkám (drogám ze skupiny kanabinoidů), které jsou přítomny v marihuaně a hašiši. Pokus o izolaci prvního endogenního ligandu na kanabinoidní receptory byl proveden z vepřových mozků. Byl úspěšný a vědci tuto látku nazvali anandamid. Tento název je odvozen od sanskrtského slova pro vnitřní štěstí ānanda. Název měl vyjadřovat nejen radost, kterou z této časově náročné izolace vědci měli, nýbrž i účinky, které u této látky předpokládali.
Vědci předpokládali, že v mozku mohou být přítomny další ethanolamidy nenasycených mastných kyselin a identifikovali ve vepřovém mozku další dva endocannabinoidy, homo-gamma-linoleoylethanolamid a 7,10,13,16-docosatetraenoylethanolamid. Ve snaze nalézt endogenní ligand na periferní kanabinoidní receptor, který byl mezitím objeven, izolovali ze psího střeva další derivát kyseliny arachidonové, 2-arachidonoyl glycerol. Nakonec odborníci isolovali z vepřového mozku třetí, éterový typ endocannabinoidu, který nazvali noladin éter (2-arachidonyl glyceryl éter). Název je odvozen od hebrejského slova nolad, což znamená „zrodil se“. Tato látka se váže na CB1 kanabinoidní receptor a vyvolává u myší uklidnění, hypotermii, střevní nepohyblivost a mírnou antinociceptivitu (snížení citlivosti k bolestivým podnětům). Na periferální kanabinoidní receptor (CB2) se váže slabě.
Při vývoji bioanalytických metod ke stanovení anandamidu v mozku a v periferálních tkáních byla izolována látka se stejnou molekulovou vahou jako anandamid. Měla však kratší retenční čas a byla identifikována jako O-arachidonoyl ethanolamin (kyselina arachidonová a ethanolamin spojené esterovou vazbou – ethanolamin je zde vázán právě opačně nežli u anandamidu). Tato látka byla nazvána virodhamin - tento název je odvozen od sanskrtského slova virodha, což znamená protiklad. Nato vědci zkoumali hypotézu, založenou na předcházejících studiích vztahů mezi strukturou a aktivitou a dostupnosti biosyntetických prekurzorů, že N-arachidonoyl-dopamin (NADA) je „kapsaicinu podobná“ látka v nervových zakončeních savců, která se váže na vaniloidní receptor VR1. Zjistili, že NADA je přirozená látka, která se nalézá v nervových tkáních a nejvyšší její koncentraci má striatum, hipokampus a mozeček, nejnižší koncentraci pak ganglion hřbetního kořene. NADA se váže na cannabinoidní receptor s vysokou účinností.
Nová endocannabinoidům podobná sloučenina s vazodilatačními vlastnostmi byla v laboratoři Hebrejské Univerzity izolována z hovězího mozku. Tato látka, N-arachidonoylserin (ARA-S), je chemicky příbuzná anandamidu. Na rozdíl od anandamidu se váže na CB1 a CB2 či na vaniloidní TRPV1 receptor velmi slabě. Nicméně vyvolává na endotelu závislou vazodilataci krysích izolovanéhých tepen mezenteria a břišní aorty a stimuluje fosforylaci p44/42 MAP kinázy a proteinové kinázy B/Akt v kultivovaných endoteliálních buňkách. ARA-S také potlačuje LPS-indukovanou tvorbu TNF-α (tumor necrosis factor) na linii myších makrofágů a u běžných myší, jakož i u myší, které nemají CB1 a CB2 receptory. Řada těchto účinků se shoduje s účinky uváděnými pro abnormální cannabidiol, který je syntetickým agonistou předpokládaného nového typu cannabinoidního receptoru. Z toho důvodu ARA-S může představovat endogenního agonistu na tento receptor.